# 許德甫
許德甫（1958年—2020年2月13日），鄂州市中医医院明塘分院院長，肝胆脾胃科主任中医师，湖北中医药大学兼职教授，中共党员。曾被评为鄂州市第三届“十大名医”。許德甫以治療肝胆脾胃病為主。
许德甫曾任鄂州市中医医院明塘分院院长，退休后被醫院返聘以及在其他地方坐診。2020年2月13日，许德甫因感染新型冠状病毒肺炎去世。其子在武汉工作，其妻亦確診新型冠状病毒肺炎。